# Maison commémorative de Radeta Stanković
La Maison commémorative de Radeta Stanković (en serbe cyrillique : Спомен дом Радете Станковића ; en serbe latin : Spomen dom Radete Stankovića) est située à Belgrade, la capitale de la Serbie, dans la municipalité urbaine de Stari grad. Construite en 1912, elle est inscrite sur la liste des biens culturels de la Ville de Belgrade.

## Présentation
La maison commémorative du sculpteur Radeta Stanković (1905-1996), située 15 rue Simina, a été construite en 1912 comme une maison sur cour selon des plans de l'architecte Nikola Nestorović. Elle est constituée d'un rez-de-chaussée, servant d'atelier à l'artiste, et d'un premier étage, à usage résidentiel. Les façades ne comportent aucun ornement.
Radeta Stanković a vécu et travaillé dans cette maison à partir de 1936, à son arrivée à Belgrade, jusqu'à la fin de sa vie en 1996. La plus grande partie de son œuvre se trouve dans sa demeure.